# Solothurn
Solothurn (francouzsky Soleure, italsky Soletta, rétorománsky Soloturn, latinsky Salodurum) je město ve Švýcarsku a zároveň hlavní město kantonu Solothurn. Žije zde přibližně 17 tisíc obyvatel a tvoří samostatný okres. Hlavní město kantonu Solothurn je zároveň centrem regionu s přibližně 79 000 obyvateli.
Protože v Solothurnu sídlil vyslanec Francie ve Staré švýcarské konfederaci (mezi 16. a 18. stoletím), je město známé také jako „město vyslanců“ a kvůli svému patronovi je známé také jako „město svatého Ursa“ (Sankt-Ursen-Stadt). Většina starého města v dnešní podobě byla postavena mezi lety 1520 a 1790, a proto se v něm mísí různé architektonické styly a formální jazyky, zejména barokní stavby.

## Geografie

Letecký pohled (1947)

Solothurn leží v nadmořské výšce 430 metrů na jižním úpatí Jury. Město je rozděleno řekou Aarou na severní a jižní část. Mezi menší toky patří (od západu k východu) Brunngraben, Brühlgraben, Obach, Dürrbach a St Katharinenbach. Na severovýchodě území obce se do řeky Aary u obce Emmenspitz vlévá řeka Emme.
Z topografického hlediska leží staré město Solothurnu na koncové moréně Rhonského ledovce z období würmského zalednění, která údajně přehradila Solothurnské jezero poté, co ledovec roztál u Wangenu an der Aare. Směrem na sever a na druhé straně řeky Aary směrem na jih se území obce zvedá do nadmořské výšky 470, resp. 450 m. Solothurn měl v roce 2009 rozlohu 6,28 km², z toho 22,6 % zemědělské půdy a 2,7 % lesů. 69,6 % rozlohy tvořily zastavěné plochy (budovy a cesty) a zbylých 5,3 % byly řeky, ledovce a hory. Osídlení tvořily průmyslové budovy (4,1 %), obydlí (38,5 %) a dopravní infrastruktura (17,5 %).
Místní hora Solothurnu, Weissenstein, leží asi pět kilometrů severně v nadmořské výšce 1284 m. Do roku 2009 jezdila z nádraží v Oberdorfu sedačková lanovka Oberdorf–Weissenstein, od prosince 2014 ji nahradila kabinová lanovka.
Nejbližšími většími městy v zemi jsou Bern (41 km), Basilej (75 km) a Curych (93 km).
Sousedními obcemi Solothurnu jsou Bellach na západě, Langendorf a Rüttenen na severu, Feldbrunnen-St. Niklaus na východě a Zuchwil a Biberist na jihu. V 21. století sídelní oblast Solothurnu téměř plynule srostla se zastavěnými oblastmi Bellachu, Langendorfu, St. Niklause a Zuchwilu.

## Historie

### Osídlení v období před římskou civilizací
Nejstarší nálezy se datují až do paleolitu. Pozůstatky mezolitického tábora byly objeveny v roce 1986 během renovace budovy Kino Elite. Z období neolitu a doby bronzové a železné bylo nalezeno jen několik roztříštěných nevýznamných objektů.
Z doby bronzové a předřímské doby železné nejsou téměř žádné nálezy. Zejména z období La Tène nejsou žádné nálezy, s výjimkou několika mincí Hädu. Ačkoli místní název Solothurn, který je poprvé zaznamenán na oltářním kameni bohyně Epony z roku 219 n. l. jako vicus Salodurum, zjevně pochází z keltského jazyka, v dnešní městské oblasti nebylo dosud nalezeno žádné keltské sídliště.

### Osídlení v období římské civilizace

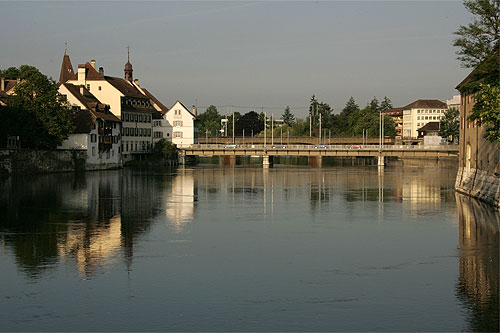
Novodobý most Wengi, římský most se nacházel severně od něj

První malá římská osada byla v Solothurnu vybudována pravděpodobně v letech 15–25 n. l. a nacházela se okolo římského vojenského tábora (Castrum). Dále byl vybudován přístav na řece Aaře, most a cesta z Aventica do Augusta Raurica, nebo Vindonissa.
Solothurn byl poprvé zmíněn v roce 219 n. l. jako vico salod[uro], nebo také Salodurum. Název může poukazovat na původní přítomnost Keltů (Sal „voda“, Duro „dveře“), nebo může být pouze důkazem rozmanité římsko-galské kultury na severozápadě provincie římského impéria. Vicus Salodorum ve svém největším rozsahu ve 2.–3. století n. l. pokrýval zhruba území dnešního starého města, včetně části dnešního předměstí jižně od řeky Aary. Koryto řeky bylo 40–80 metrů severně od dnešní Aary. Most stál pravděpodobně o něco výše než dnešní most Wengibrücke. Hlavní ulice osady byla posazena níž, než hlavní ulice jako ji známe dnes. Mimo běžné vlády osady byli přítomni také dva starostové a šestičlenné kolegium, které bylo pověřeno císařským kultem. V Solothurnu se nacházelo také silniční a policejní stanoviště 22. legie, jejíž vrchní velení sídlilo v Mohuči. V nápisech je doložen také Jupiterův chrám a chrám Apollóna-Augusta a oltář Epony, původně keltské bohyně koní a jezdců, která byla oblíbená u římského vojska, ale nelze je lokalizovat. Archeologicky je doložen komplex termálních lázní na hlavní ulici a hrnčířská čtvrť na severozápadě starého města. Pohřebiště s urnovými a kremačními pohřby na východním konci vikýře naznačují pozorování provedená v letech 1762–1763 při demolici starého kostela svatého Ursa. Ze stejné oblasti jsou doloženy také dva římské pohřby.
V letech 325–350 se obyvatelé neopevněné části osady přesunuli do opevněného vojenského tábora, který pokrýval pouze polovinu původní rozlohy. Obyvatele chránily 2–3 metry tlusté a 9 metrů vysoké zdi. Nové opevněné město bylo ve tvaru zvonu a je stále viditelné při pohledu na katastrální mapu. Na několika místech města jsou dosud rozpoznatelné kusy původní římské zdi.
Jsou známy pozice brány na severu a věže v jihovýchodním rohu. Je velice pravděpodobné, že se zde nacházelo více bran a věží, ale jejich pozice není známa. Taktéž není známo skoro nic o původních budovách uvnitř opevnění.

### Raný středověk, Karlovci a Zähringové

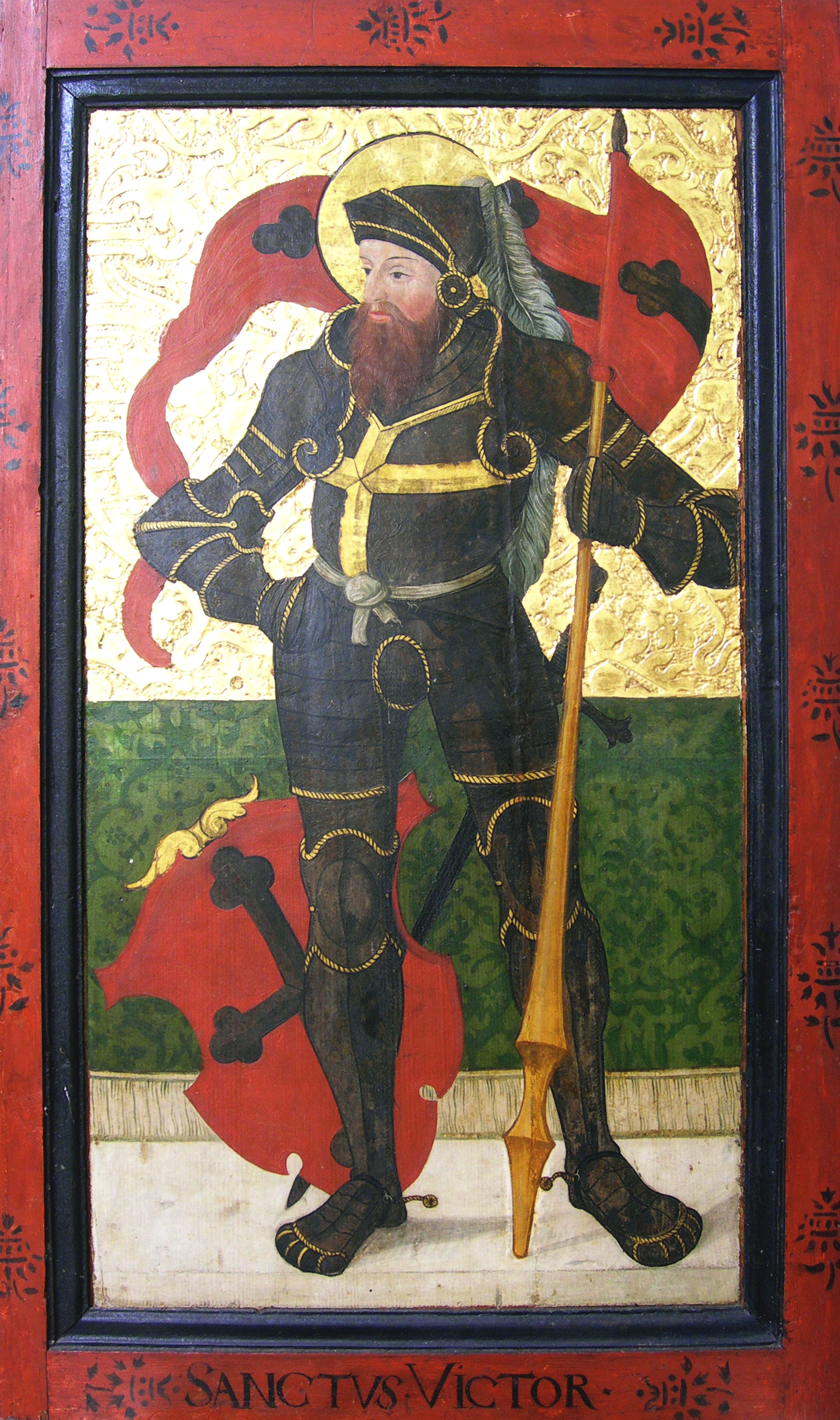
Sv. Viktor ze Solothurnu

V raném středověku se nacházela v osadě dvě centra. Světské centrum na místě bývalého vojenského tábora a náboženské centrum na pozemcích bývalých hřbitovů za osadními zdmi. Historické i archeologické nálezy nasvědčují tomu, že obě centra byla osídlena po celé období raného středověku. Bývalá kaple Sv. Štěpána uvnitř světského centra byla postavena na základech dřívější římské budovy. Památník na hřbitově nacházející se poblíž kaple Sv. Petra byl postaven v období zániku římského impéria.
V polovině pátého století zmiňuje Sv. Eucherius z Lyonu umučení Sv. Ursuse, Sv. Viktora a kult svatých v Solothurnu. Kostel věnovaný oběti Sv. Ursuse byl poprvé zmíněn roku 870.
Během raného středověku byl Solothurn součástí Království Lotharingie (Lorraine). Po pádu Lotharingie se stal součástí druhého burgundského království. V 8. a 9. století patřil Solothurn ke správnímu regionu Waldgau franské říše pod vládou Karlovců. První známé solothurnské mince byly raženy za východofranského panovníka Ludvíka IV. Dítěte (900–911).

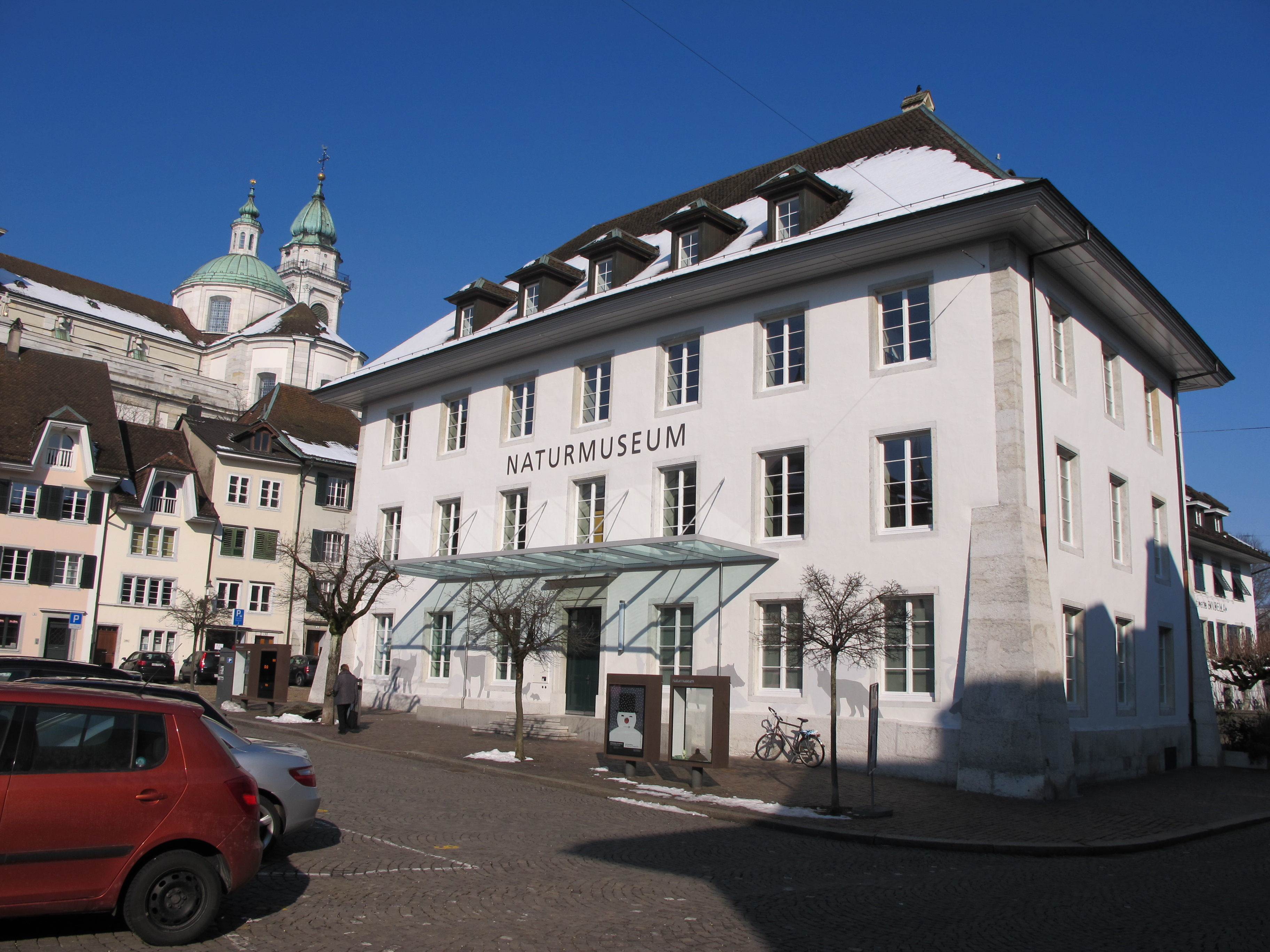
Muzeum přírodních věd v Solothurnu

V roce 932 založila burgundská královna Berta na místě dnešní katedrály svatého Ursa opatství svatého Ursa. Předtím se klášter nacházel poblíž břehů řeky Aary, které byly ohrožovány povodněmi. V této době také mohlo dojít k prvnímu rozšíření města od castrum směrem na východ k ulicím Schaalgasse a Judengasse. Následovalo vybudování středověkého městského hradu na místě dnešní věže Zeitglockenturm, který byl na východě přirozeně chráněn příkopem potoka Goldbach.
Burgundské království se roku 1033 stalo součástí svaté říše římské a Solothurn získal částečnou nezávislost. V 11. století, za vlády posledních burgundských králů, se v Solothurnu konaly četné císařské sněmy a kaple svatého Štěpána sloužila jako korunovační místo. Panovník Konrád II. korunoval v Solothurnu roku 1038 svého syna Henryho III. burgundským králem. Královský dvůr se nacházel v Solothurnu při občasných příležitostech až do roku 1052, nicméně nikdy nebyla dokázána přítomnost trvalého královského paláce. Vedle Lausanne a Curychu byl Solothurn jediným větším městem v dnešním středním Švýcarsku.
Smrt hraběte Rudolfa z Rheinfeldenu v roce 1080 přivedla do regionu nové šlechtické rody. Nejvýznamnější z nich byli Zähringové. Ti nejenže založili nová města, jako například sousední Bern a Fribourg, ale také rozšířili řadu dalších, včetně Solothurnu. V roce 1127 získal vévoda Konrád Zähringský dědictví v západní části Švýcarské plošiny. Tím se rod Zähringů stal vedoucím rodem v západním Švýcarsku. Zdá se, že v Solothurnu diktoval rod Zähringů městskou ústavu, v níž měli rytířští ministeriálové vedoucí postavení. Pod vládu Zähringů však spadalo i venkovské okolí Solothurnu, například zemské gubernium Aarburgund, kde byla jmenována hrabata. Na venkově jižně od města zastávali funkci zähringských ministeriálů páni z Halten, von Balmegg, von Lohn a von Stein bei Aeschi.
Rod Zähringerů však zanechal v Solothurnu nejtrvalejší stopy, pokud jde o rozvoj města. Půdorys starého města (včetně předměstí), který je dosud poměrně dobře rozpoznatelný, je výsledkem expanze města, kterou tehdy Zähringové vyznačili výstavbou nové hradební zdi. Pozůstatky této zdi lze nalézt na dvoře vězeňského domu na Prisongasse a v podobě věží zapuštěných do poněkud novějších budov na Nordringstrasse (Ambassadorenhof a františkánský klášter, také u Burrisgraben) a Westringstrasse. Přibližně ze Zähringského období pochází také spodní část dnešní Zeitglockenturm (bývalá tržní věž).
Církevní městečko kolem Svatého Ursa a opevněná osada castrum rostly společně. Gurzelngasse byla původně vytyčena jako široká hlavní tepna, později následovaly Barfüssergasse, Hintergasse a Eselsgasse a snad i předměstí. Tato zähringská městská hradba tvořila centrum života Solothurnu až do počátku 19. století.

### Solothurn jako svobodné říšské město
Po smrti posledního bezdětného Zähringera byl Solothurn stejně jako Bern v roce 1218 prohlášen za svobodné město a od té doby měl status císařského města v rámci Svaté říše římské. Vlády se nyní ujal místodržící, který se nyní nazýval císařský Schultheiss. Roku 1252 se městská rada a starosta se stali nezávislými a měli svou vlastní pečeť. Poprvé se objevuje šlechtický cech majíc moc nad celým městem, známý jako consuls et cives Soloderness. Nicméně počínání cechu zapříčinilo ve čtrnáctém století omezení moci šlechty a omezení vlivu podobných cechů ve městě. Díky pokračujícímu úsilí města o získání autonomie přicházely do města nové finanční prostředky. Ty daly Solothurnu možnost opevnit a zvelebit město: předměstí (jižně od řeky Aary) je zmiňováno v roce 1230 a most přes řeku Aaru v roce 1296. Mezitím císař Rudolf I. nahradil staré, špatně definované zákony novými a udělil městu privilegium de non Evocando, neboli právní ochranu občanů před cizími soudy. V roce 1280 se v Solothurnu usadili františkáni a v roce 1299 mohli dokončit svůj kostel. V této době byl také postaven předchůdce dnešní katedrály svatého Urse: gotický kostel svatého Urse byl vysvěcen v roce 1294, ale obě věže padly za oběť basilejskému zemětřesení v roce 1356 a později byly nahrazeny Wendelsteinem. Na počátku 14. století jsou v pramenech poprvé zmiňovány Goldgasse a Schaalgasse, brány Eich- a Barfüssertor a věže Tinkelmanns- a Nideckturm. V roce 1378 byly některé uličky dokonce vydlážděny.
V těžkých dobách 13. století pro svobodná města musel Solothurn také hledat spojence. Kromě několika smluv s jednotlivými kláštery byla uzavřena i tzv. bernská liga, která se v budoucnu stala pro Solothurn důležitou. Konfederace středního Švýcarska, Solothurn a Bern nakonec odmítly uznat Habsburka Fridricha I. To vedlo k bitvě u Morgartenu v roce 1315 a k obléhání Solothurnu Fridrichovým bratrem vévodou Leopoldem I. v roce 1318, který byl za pomoci asi 400 Bernských poražen. Leopoldovi však pravděpodobně vděčíme za erb Solothurnu, který se nachází v pokladnici katedrály svatého Ursa. Město také uzavřelo významné spojenectví s Bielem (1334), Burgdorfem (1377) a dalšími městy a kláštery.
Město získává roku 1344 od hraběte z Bucheggu právo jmenovat svého vlastního starostu. Právo bylo potvrzeno Karlem IV. roku 1360. Roku 1348 město zasáhl mor. V jeho důsledku z města odešla místní malá židovská komunita. Roku 1382 na město zaútočili Habsburkové v rámci bitvy u Sempachu. V důsledku své prohry se o dva roky později vzdali všech nároků na město a jeho území.

### Vstup do Švýcarské konfederace
Rokem 1393 začíná období spojenectví Solothurnu s konfederáty. V tomto roce se město stalo spolusignatářem Sempachské charty. Solothurn se účastnil i dalších bitev a výbojů konfederátů, ale kvůli odporu provincií a závisti Bernu se dvakrát (1411, 1459) nemohl ke konfederaci připojit. Teprve o několik desetiletí později se Solothurn spolu s Fribourgem připojil ke konfederaci v roce 1481, i když od té doby se stal druhořadým městem. Do roku 1513 se ke konfederaci připojila další města (konkrétně Basilej a Schaffhausen) a společně vytvořila tzv. třináct starých měst. V roce 1530 zde zřídil své sídlo také francouzský velvyslanec, který zde sídlil až do roku 1792.

### Územní expanze

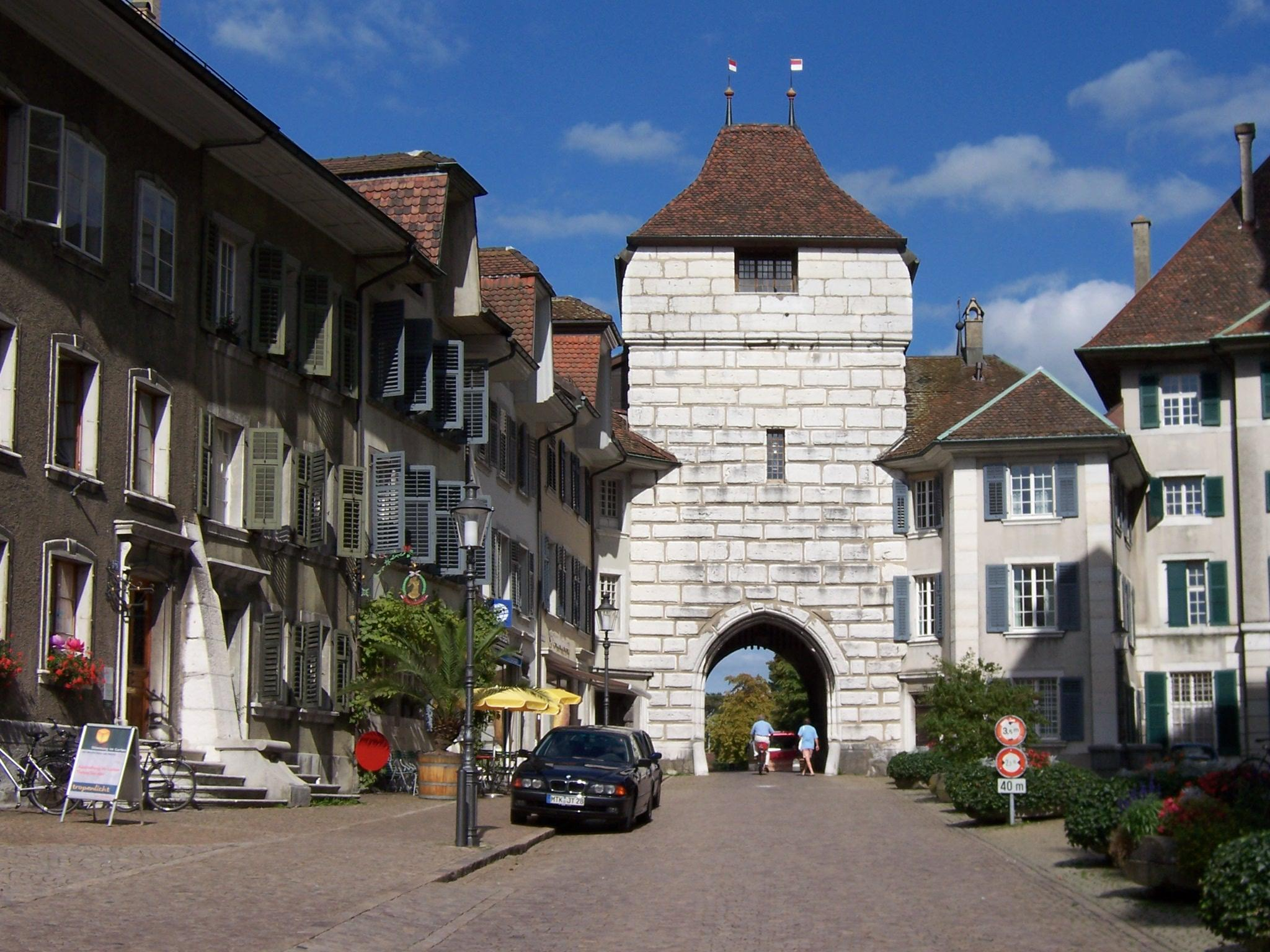
Basilejská brána

Středověký Solothurn původně ovládal území, které zahrnovalo dnešní obce Rüttenen, Feldbrunnen-St. Niklaus, západní Riedholz, Oberdorf, Langendorf, Bellach, Zuchwil, Luterbach, Biberist, Lohn, Derendingen a Messen. V roce 1362 přibyl Unterleberberg, v roce 1389 Grenchen a Bettlach a v roce 1391 Bucheggberg. Během druhé fáze rozšiřování mezi lety 1402 a 1427 byly připojeny Thal a Gäu spolu s basilejskou zástavou Olten. V roce 1458 bylo připojeno panství Gösgen. Koupí Wasseramtu (1466) a dobytím Dornecku a Thiersteinu na počátku 16. století získal kanton svou současnou podobu. Roku 1409 císař Ruprecht III. Falcký rozšířil privilegium de non Evocando na královský soud. O půlstoletí později vymírá poslední šlechtická rodina a místa v radě připadla bohatým farmářům, řezníkům a mlynářům.

### Stavební činnost

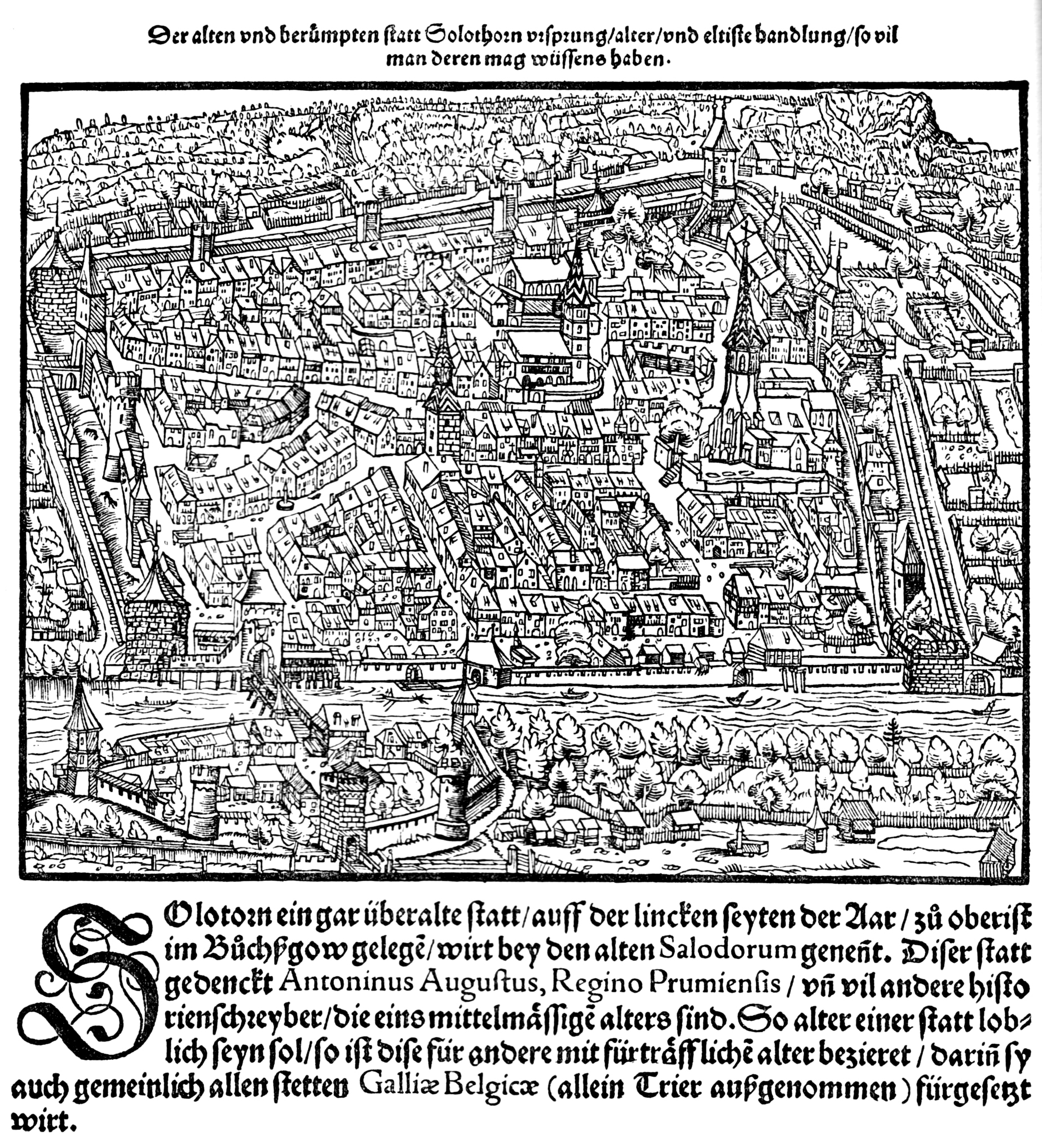
Vyobrazení Solothurnu ve Stumpfově kronice (1548)

Před rokem 1200 stála severně od kláštera sv. Ursa zähringská opevněná věž. V první polovině třináctého století bylo město situováno okolo bývalého vojenského tábora (castrum) a na východě sousedilo s průmyslovou oblastí a kostely sv. Petra a sv. Ursa. Poblíž kláštera sv. Ursa byl vybudován františkánský klášter, který se po roce 1280 stal součástí nově vystavěné severní zdi na východě města.
Kvůli novinkám ve válečnictví muselo být solothurnské opevnění rozšířeno. V roce 1453 byly zahájeny práce na kruhové hradbě severně od brány Eichtor (tzv. basilejská brána - Baseltor). V roce 1454 byla dostavěna věž Nydeckturm (Riedholzturm), zpočátku se čtvercovým půdorysem, a v roce 1462 věž Krummturm na předměstí. Na konci 80. let 14. století byly zesíleny Hürligova brána, Vnitřní bernská brána a Vnější vodní brána. Později byly přistavěny Baseltor (1504 až 1508), Burristurm (1534) a nová Riedholzturm (1548) na kruhovém půdorysu. Od roku 1467 se také začalo pracovat na nové radnici na Eselsgasse, která byla dokončena až v roce 1711 s novým dvouvěžovým průčelím na východě. Nejprve se nacházela podél hlavní ulice, ale roku 1476 byla přestěhována na jih od františkánského kláštera. Hodinová věž dostala v roce 1545 orloj od Laurentia Liechtiho z Winterthuru.
V roce 1418 povolil papež Martin V. při svém průjezdu předměstím stavbu Bürgerspitalu a s ním spojené kaple Heiliggeistkapelle. Významným prvkem městské krajiny jsou různé kašny se sochami (sv. Urse, Spravedlnosti, sv. Jiřího, sv. Simeona a sv. Mořice), které vznikly v průběhu 16. století.
Město od papeže obdrželo v roce 1512 právo jmenovat kanovníky a děkany. Roku 1532 byla ve východní polovině města vybudována francouzská ambasáda obsahující kostel a majestátní dům. Podél hlavní ulice vyrostlo hlavní tržiště, v polovině sedmnáctého století se přesunulo na severní břeh řeky Aary. Radnice, tržiště a hodinová věž formovaly politické a ekonomické centrum městského života.

### Raný novověk

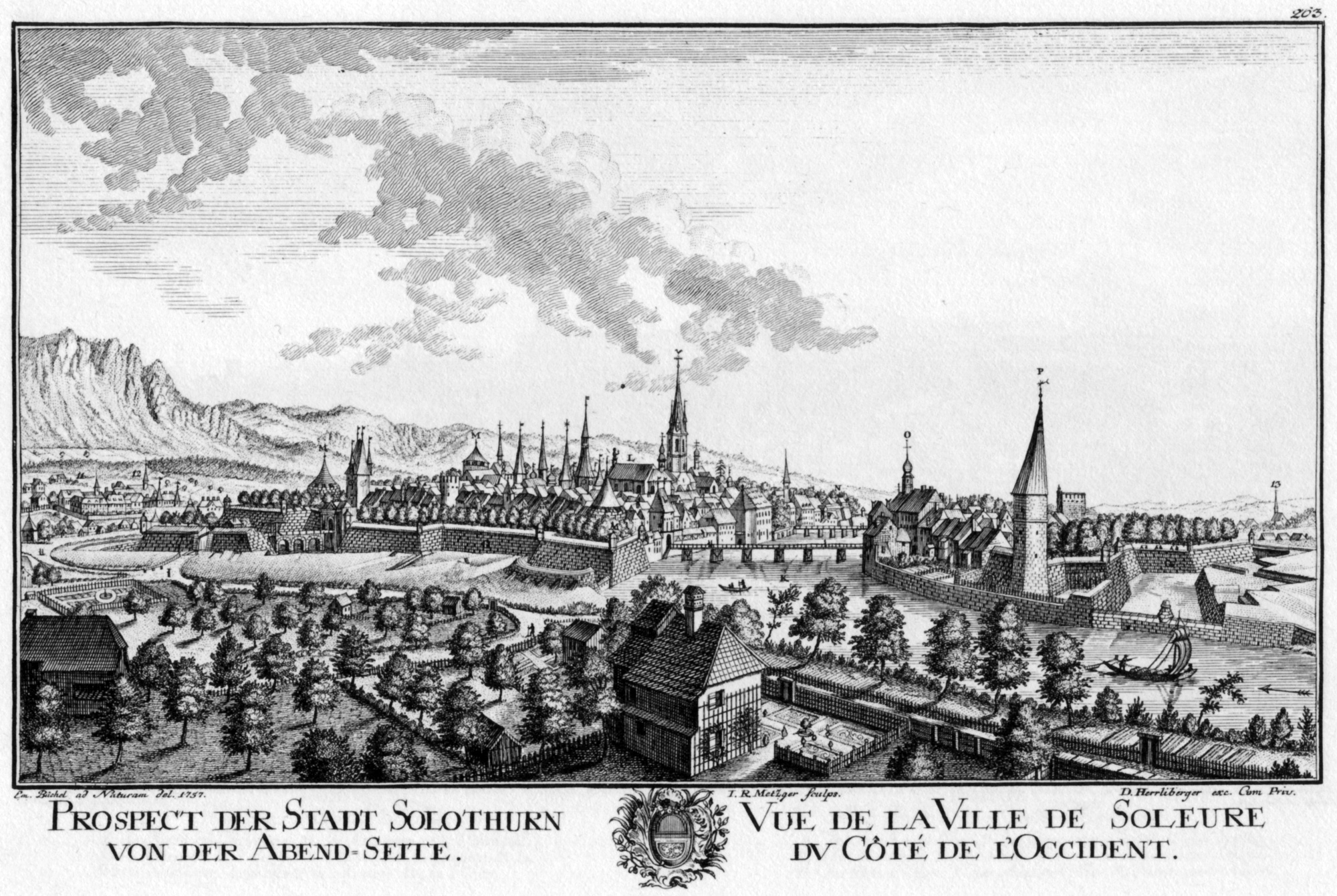
Solothurn roku 1757

Středověké volby starosty a radních vedly v patnáctém století k vytvoření dědické oligarchie.
V druhé polovině šestnáctého století byl hlas lidu skoro úplně potlačen. V druhé polovině století sedmnáctého vládla pouze malá skupina patricijů. V letech 1718–1721 se podařilo městské radě znovu získat určitou moc, čímž dokázala oligarchii oslabit. Nicméně občanské právo z roku 1682 zabraňovalo bohatým přistěhovalcům stát se členy rady.
Uvedení tajných voleb roku 1764 a opatření proti kupování hlasů z roku 1774 dovolilo stále více a více nepatricijským měšťanům připojení k radě.

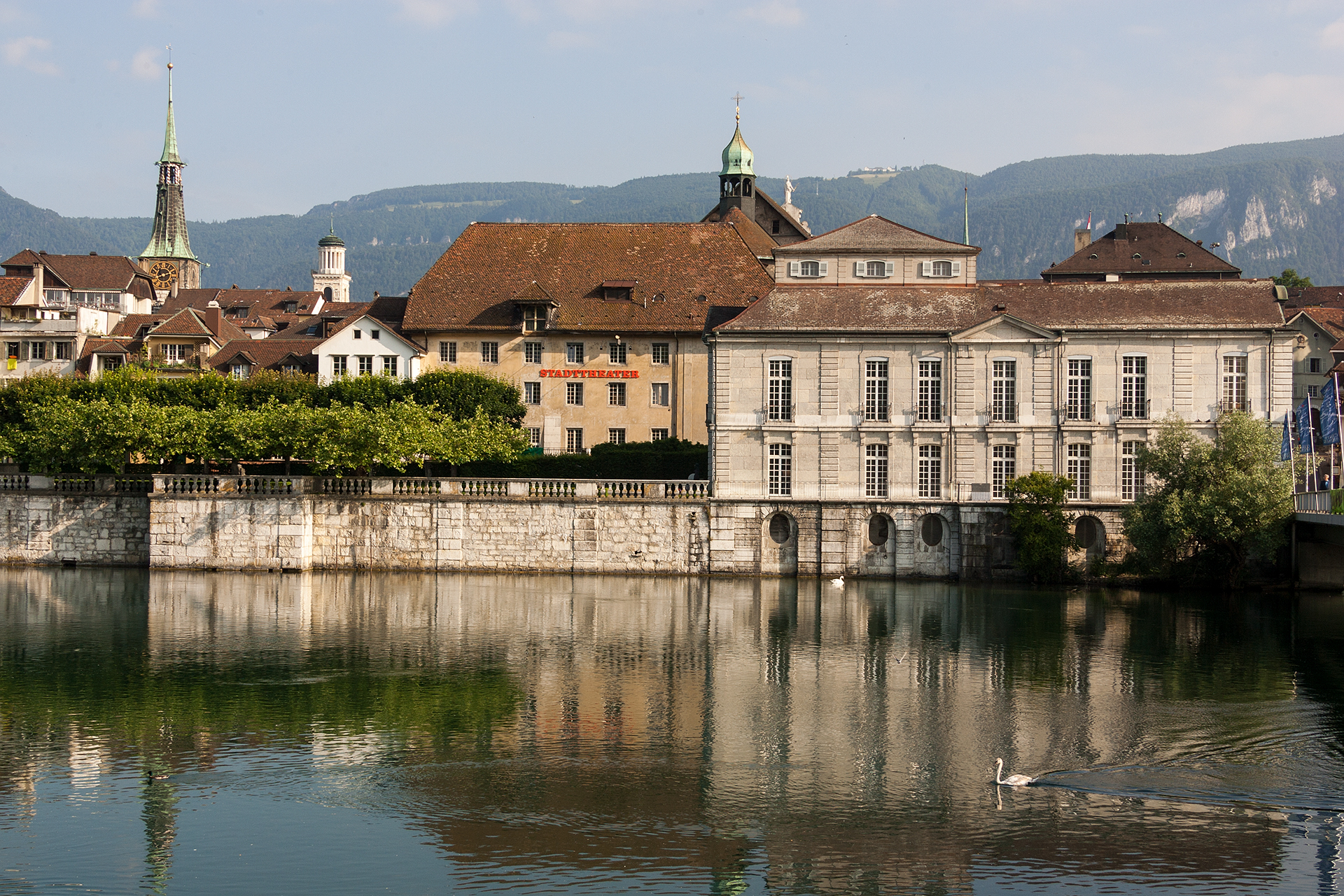
Palác Besenval

Během rozmachu patricijů v sedmnáctém a osmnáctém století bylo vybudováno několik nádherných městských staveb (Reinertův dům 1682–1686 a palác Besenval 1703–1706), letních rezidencí za branami města (Letní dům Vigier 1648–1650, zámek Waldegg 1682–1686, hrad Steinbrugg 1665–1668 a zámek Blumenstein), veřejných budov (Zbrojnice 1610–1619, radnice se severní věží 1632–1634 a archivní věží 1624–1703, nebo 1714, jezuitský kostel 1680–1689, nová ambasáda 1717–1724, Nemocnice svatého ducha na předměstí 1735–1800 a nový klasicistní kostel Sv. Ursa 1763–1790). Městské zdi byly v šestnáctém století zpevněny basilejskou branou a třemi kruhovými věžemi.
Mezi lety 1667 až 1727 dle návrhů Francesca Polatty, Jacquese Le Prestrea Taradeho a Sébastiena de Vaubana bylo vybudováno opevnění s jedenácti baštami. Nové městské opevnění rozšířilo město o východní předměstí Kreuzacker. Až do osmnáctého století byli zločinci vězněni ve středověkých i raně moderních věžích. V letech 1753 až 1761 bylo za městem vybudováno nové vězení, které sloužilo svému účelu až do dvacátého století. Šibenice byly poprvé zmíněny v roce 1460 a byly situovány severovýchodně od města, poblíž Feldbrunnenu. Druhé šibenice byly na jihozápadě.
Raný novověk v Solothurnu skončil stejně jako ve zbytku Švýcarska francouzskou invazí roku 1798.

### Novověk

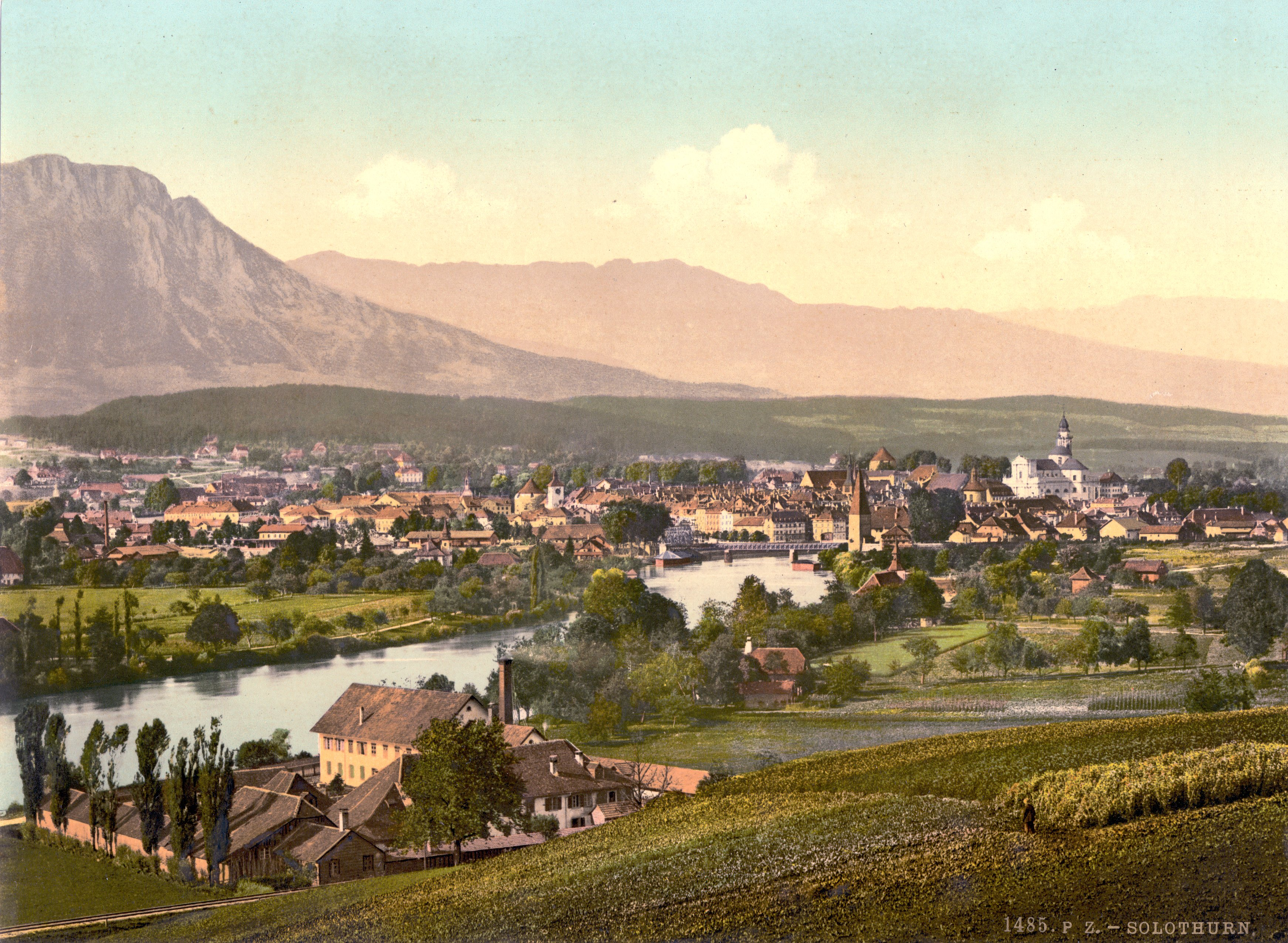
Solothurn roku 1900

Po kapitulaci Solothurnu 2. března 1798 zřídil francouzský generál Balthasar Alexis Henri Antoine von Schauenburg provizorní vládu.
V dubnu se vláda poprvé setkala, aby společně vytvořila novou ústavu. Jedenáct starých městských částí bylo přerozděleno na pět okresů: Solothurn, Biberist, Balstahl, Olten a Dornach. Obec vznesla nárok na pozemky a rozlehlé lesy okolo města. Roku 1801 bylo nároku vyhověno.

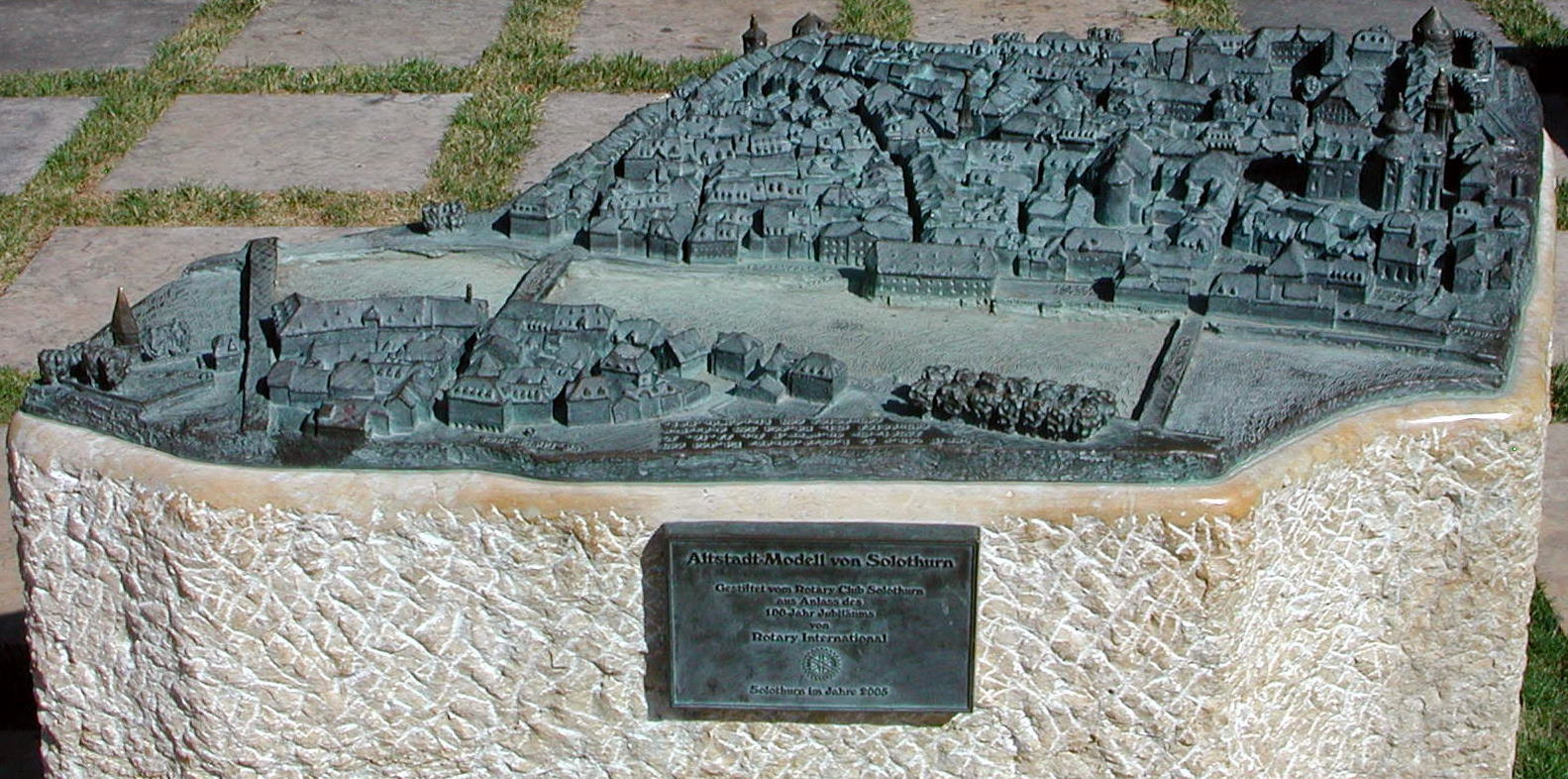
Model starého města Solothurnu, nacházející se nedaleko basilejské brány

V roce 1831 odebral kantonální parlament veškerý vliv a moc všem jedenácti městským cechům. Během následujících let (1831–42) byly všechny cechy rozpuštěny. V závislosti na občanském právu z roku 1859, federální ústavy z roku 1874 a kantonální ústavy z roku 1875 bylo vytvořeno obyvatelské sdružení, zvané Einwohnergemeinde. Sdružení bez výjimky sdružovalo všechny obyvatele města.
15. října 1817 v Solothurnu zemřel a byl následně pochován polský a americký národní hrdina Tadeusz Kościuszko.
Roku 1828 se Solothurn stal sídlem basilejského biskupa (diecéze basilejská). Až do Kulturkampfu sídlil biskup v paláci Besenval ve starém městě.

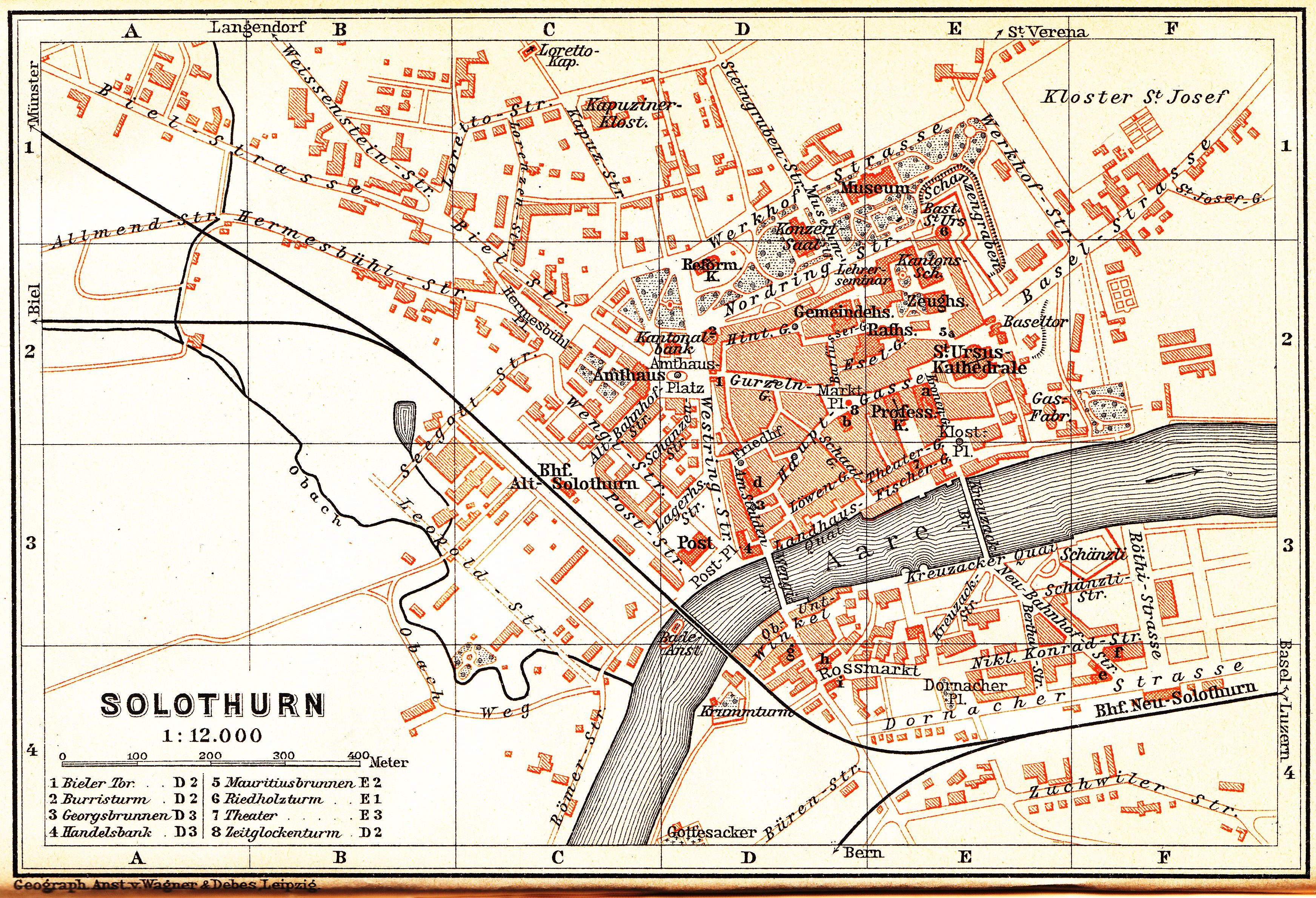
Plán města (cca 1910)

Kolem roku 1800 byly před kapucínským kostelem vysazeny dvě lípy, pravděpodobně nejstarší stromy, které se dnes ve městě nacházejí. Na počátku 19. století, s vítězstvím liberálně-demokratického hnutí nad městským patriciátem, došlo k rozdělení dříve sloučených institucí kantonu a obce Solothurn. Solothurn se tak stal obcí a hlavním městem kantonu.
Roku 1819 byla založena spořitelna v podobě Regiobank Solothurn, nejstarší dodnes existující velké městské společnosti. V souvislosti s industrializací získal Solothurn v roce 1857 první železniční spojení parními vlaky společnosti Schweizerische Centralbahn. Z té doby pochází dnešní budova nádraží Solothurn West. Elektrifikace města byla zahájena v roce 1895. První rozvodna z té doby dosud stojí na adrese St. Niklausstrasse 53.
Od roku 1897 byla volena obecní rada, která obsahovala 30 členů a 15 zástupců. Jako hlavní výkonnou moc si rada mezi sebou volila sedm členů. Starosta a místostarosta byli voleni občany. Struktura městské rady byla v letech 1917–1973 pozoruhodně stabilní. Liberálové drželi v průměru 60 % křesel, sociální demokraté, stejně jako konzervativní lidovci drželi každý v průměru 20 %. Roku 1970 obec povolilo hlasování také ženám. S příchodem nových stran ztratili Liberálové svou dominantní pozici. V roce 2009 bylo rozložení politických sil následující: FDP 30 %, SPS 23 %, CVP 23 %, Zelení 17 % a SVP 7 %.
Nejznámější a největší společností, která v Solothurnu vznikla, je Ascom AG. Začala v roce 1922 jako Autophon A.G. s přibližně 15 zaměstnanci. Po první světové válce se na solothurnském městském okruhu objevily první automobily a v roce 1930 zde začaly jezdit první autobusy městské hromadné dopravy. V roce 1969 byla v Solothurnu otevřena první pizzerie - znamení začínající integrace přistěhovaleckých rodin. Až do roku 1976 se odpadky z města ukládaly na skládky. V důsledku znečištění vody měly být postižené oblasti co nejdříve vyčištěny.

## Znak a vlajka

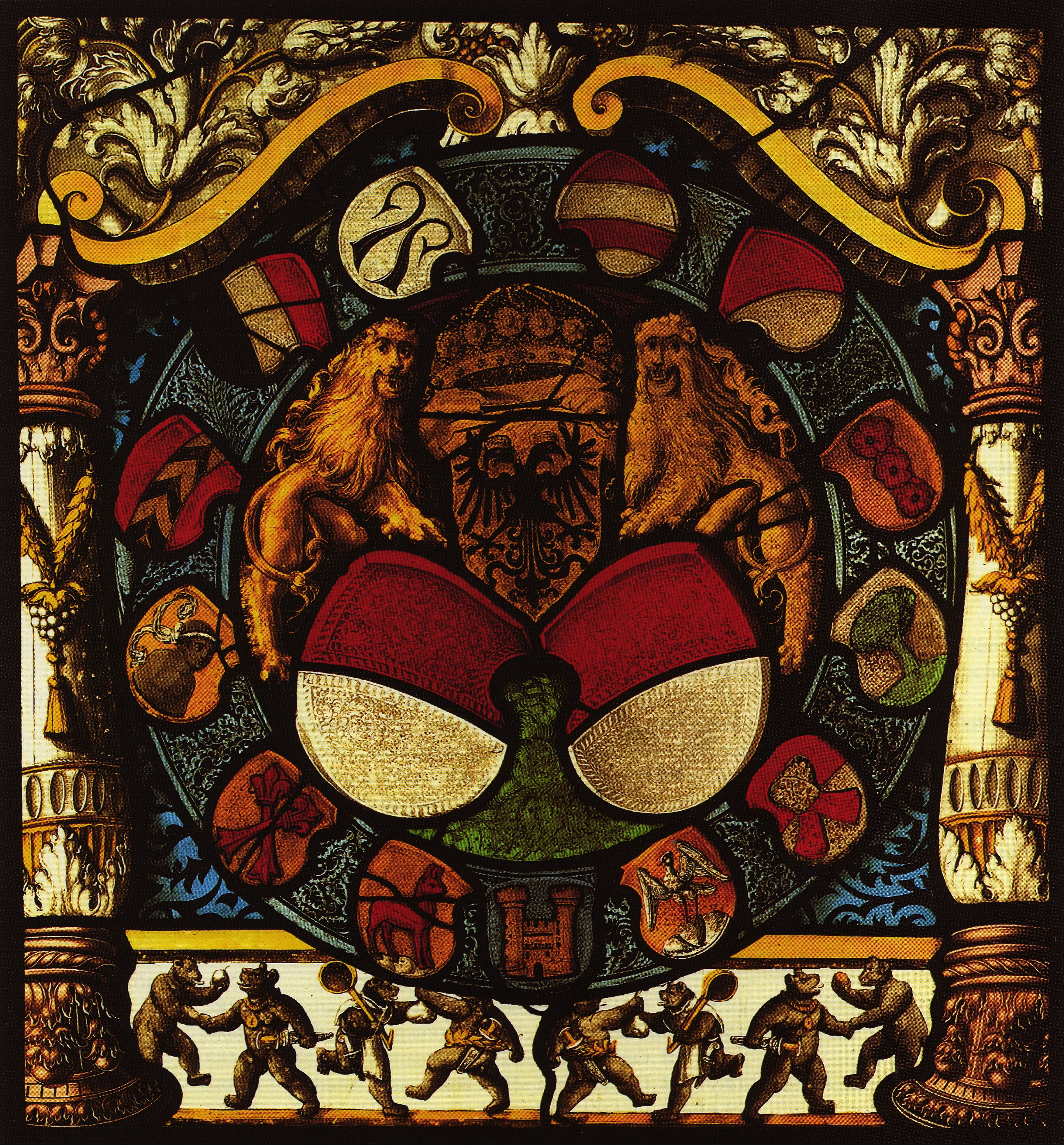
Solothurnská deska (kolem roku 1520): Dva lvi jako štítonoši, nad dvěma erby korunovaný císařský znak, ve vnějším kruhu třináct erbů úřadů

Solothurn se v roce 1218 osamostatnil od říše a od té doby mohl mít vlastní prapor. Znak Solothurnu se však poprvé objevil až v roce 1394 v podobě děleného gotického štítu na městské pečeti. Oficiální barvy červená a bílá jsou poprvé doloženy od roku 1443 v podobě opakujícího se účtu za látku na úřední pláště. Obrazová vyobrazení praporu se poprvé objevují na vyobrazeních bitev v obrazových kronikách z pozdějšího 15. století. Na slavnostní pečeti z roku 1447 je poprvé zobrazen svatý Ursus jako držitel štítu, zatímco dva lvi jako držitelé štítu se poprvé objevují na standardním disku z roku 1514. Na Juliově praporu z roku 1512 je Kristus zobrazen jako Bolestný muž a před ním klečí svatý Ursus, zobrazený jako obrněný bojovník se spolkovým praporem. Znak města byl oficiálně zaveden v roce 1941 jako samostatný znak od státního znaku; koruna je zobrazena s pěti listovými zuby, dva lvi držící štít se objevují s odvrácenými hlavami.

## Obyvatelstvo

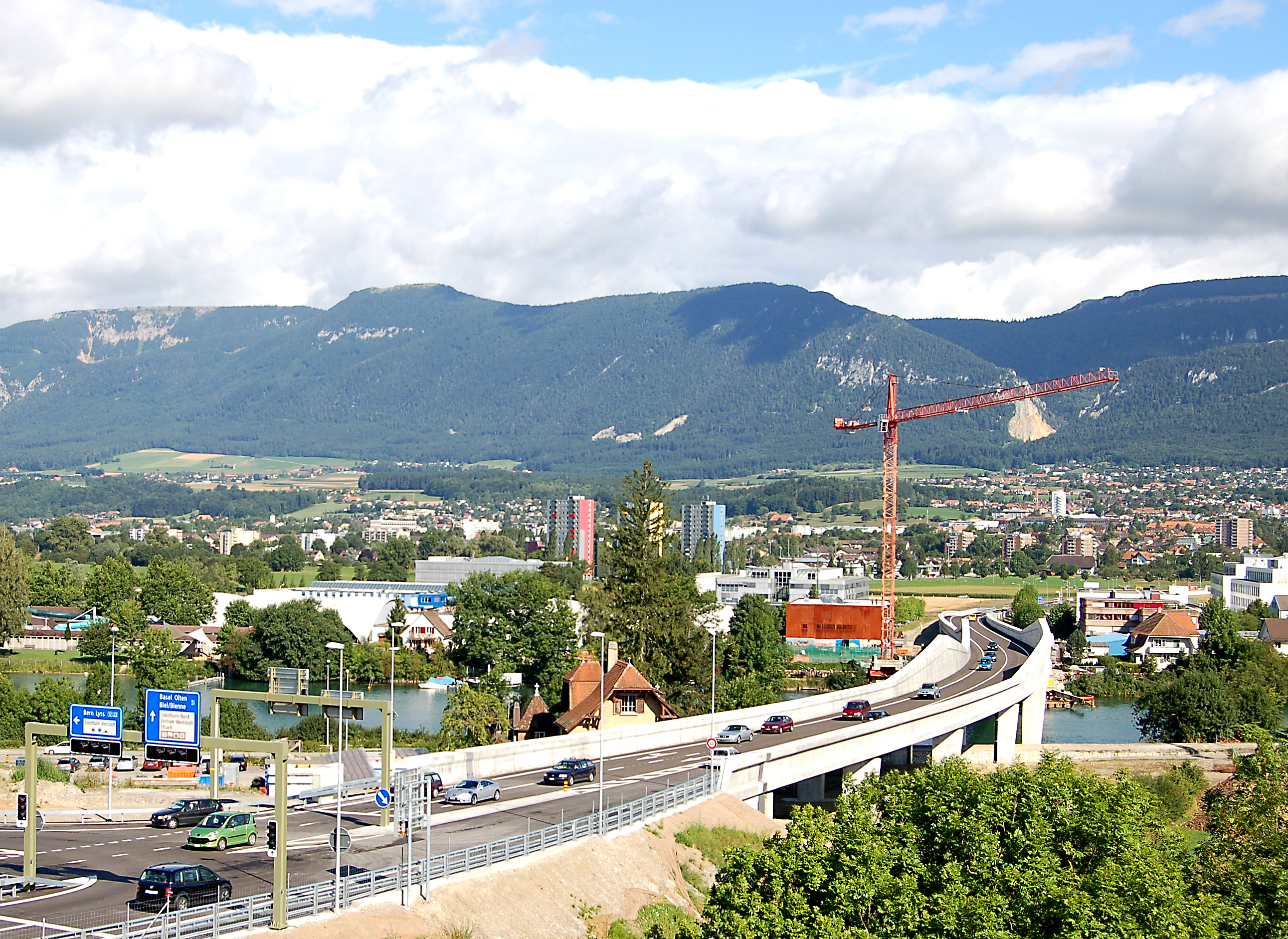
Most přes řeku Aaru a nová část Solothurnu

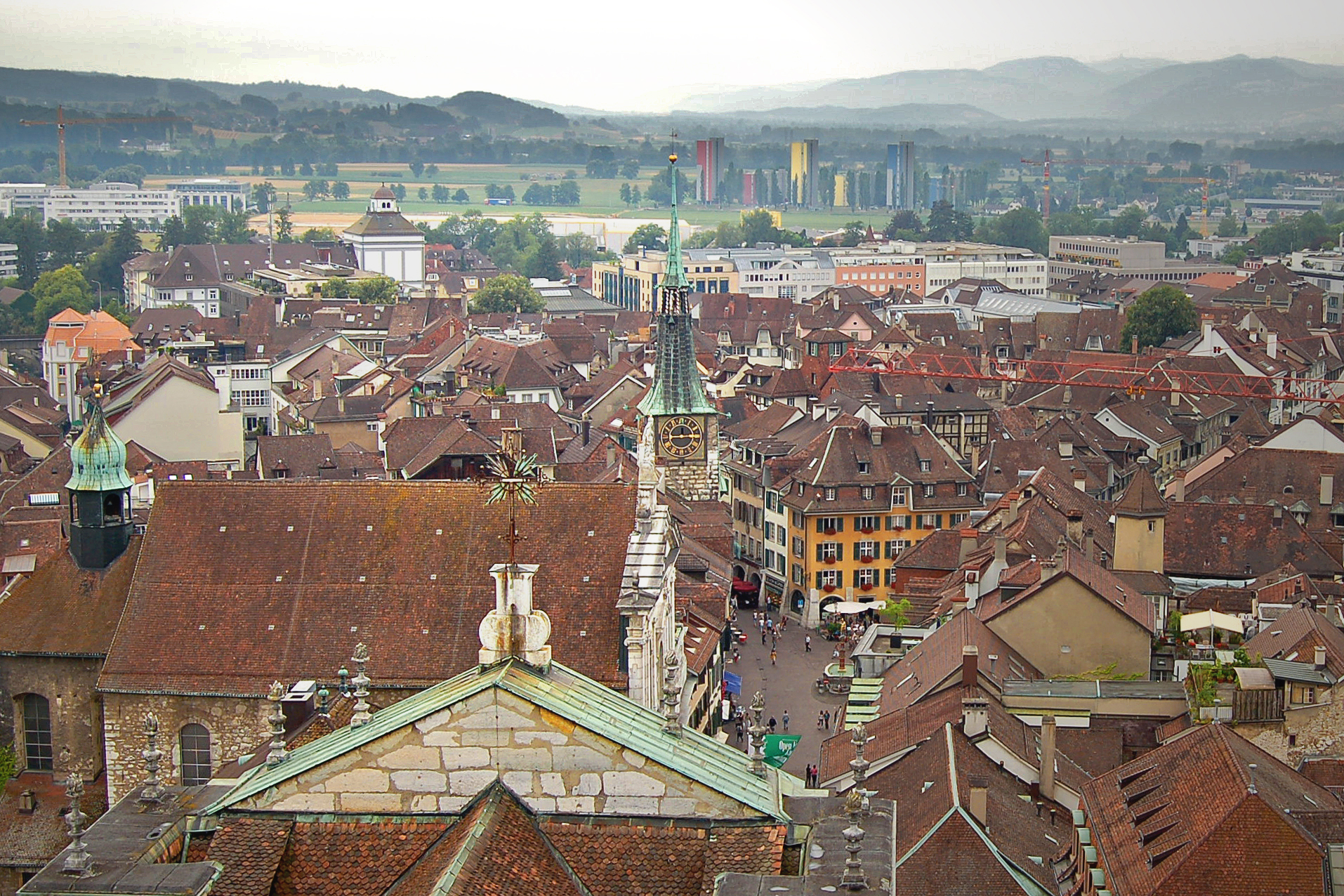
Pohled na staré město

| Vývoj počtu obyvatel | Vývoj počtu obyvatel | Vývoj počtu obyvatel | Vývoj počtu obyvatel | Vývoj počtu obyvatel | Vývoj počtu obyvatel | Vývoj počtu obyvatel | Vývoj počtu obyvatel | Vývoj počtu obyvatel | Vývoj počtu obyvatel | Vývoj počtu obyvatel | Vývoj počtu obyvatel |
| -------------------- | -------------------- | -------------------- | -------------------- | -------------------- | -------------------- | -------------------- | -------------------- | -------------------- | -------------------- | -------------------- | -------------------- |
| Rok                  | 1850                 | 1870                 | 1888                 | 1900                 | 1910                 | 1930                 | 1950                 | 1970                 | 1990                 | 2000                 |                      |
| Počet obyvatel       | 5370                 | 7008                 | 8317                 | 10 025               | 11 688               | 13 734               | 16 743               | 17 708               | 15 748               | 15 489               |                      |

Solothurn je s 16 633 obyvateli k 31. prosinci 2022 třetím největším městem kantonu Solothurn po Oltenu a Grenchenu a patří k menším městům ve Švýcarsku. V roce 2009 měla aglomerace Solothurnu, která zahrnuje také obce z okresů Lebern a Wasseramt, 75 359 obyvatel. Do roku 2018 se město Solothurn chtělo sloučit se čtyřmi okolními obcemi Biberist, Derendingen, Luterbach a Zuchwil, čímž by se počet obyvatel města zvýšil na přibližně 42 000. Kvůli negativnímu výsledku referenda se sloučení neuskutečnilo.

### Jazyky
Podle údajů z roku 2000 většina populace mluvila německy (85,7 %), druhým nejčastějším jazykem byla italština (3,0 %) a třetím albánština (1,7 %). Zbylých 193 obyvatel hovořilo francouzsky a 19 obyvatel rétorománsky.

### Národnostní složení
Podíl cizinců činí 21,4 %, což je více než 20 % kantonálního průměru. Největší podíl tvoří občané Itálie, bývalé Jugoslávie, Turecka, Srí Lanky, Thajska, Německa a Španělska.
Růst populace v letech 1999–2010 dosáhl hodnoty 4,4 %. Procentuální zastoupení jednotlivých pohlaví bylo následující: muži 48,1 % a ženy 51,9 %.

### Náboženství
Solothurn má tradičně katolický charakter. Vnitřní migrace v posledních staletích však vedla k rozvoji velké reformované komunity v Solothurnu. Křesťanská katolická komunita má základnu ve františkánském kostele (Solothurn). V 70., 80. a 90. letech 20. století začali do města přicházet muslimové a buddhisté.
V roce 2000 bylo v Solothurnu 5463 obyvatel (35,3 %) členy římskokatolické církve a 4358 (28,1 %) patřilo k reformované církvi.
Zbylí obyvatelé se dělí na: ortodoxní křesťany 278 (1,79 %), křesťanské katolíky 182 (1,18 %), náležející k jiné křesťanské církvi 248 (1,60 %), židy 27 (0,17 %), muslimy 915 (5,91 %), buddhisty 78, hinduisty 173 a obyvatele jiného vyznání 27.
3139 (20,27 %) obyvatel nepatřilo k žádné církvi a 601 (3,88 %) neodpovědělo na otázku.

### Vzdělání

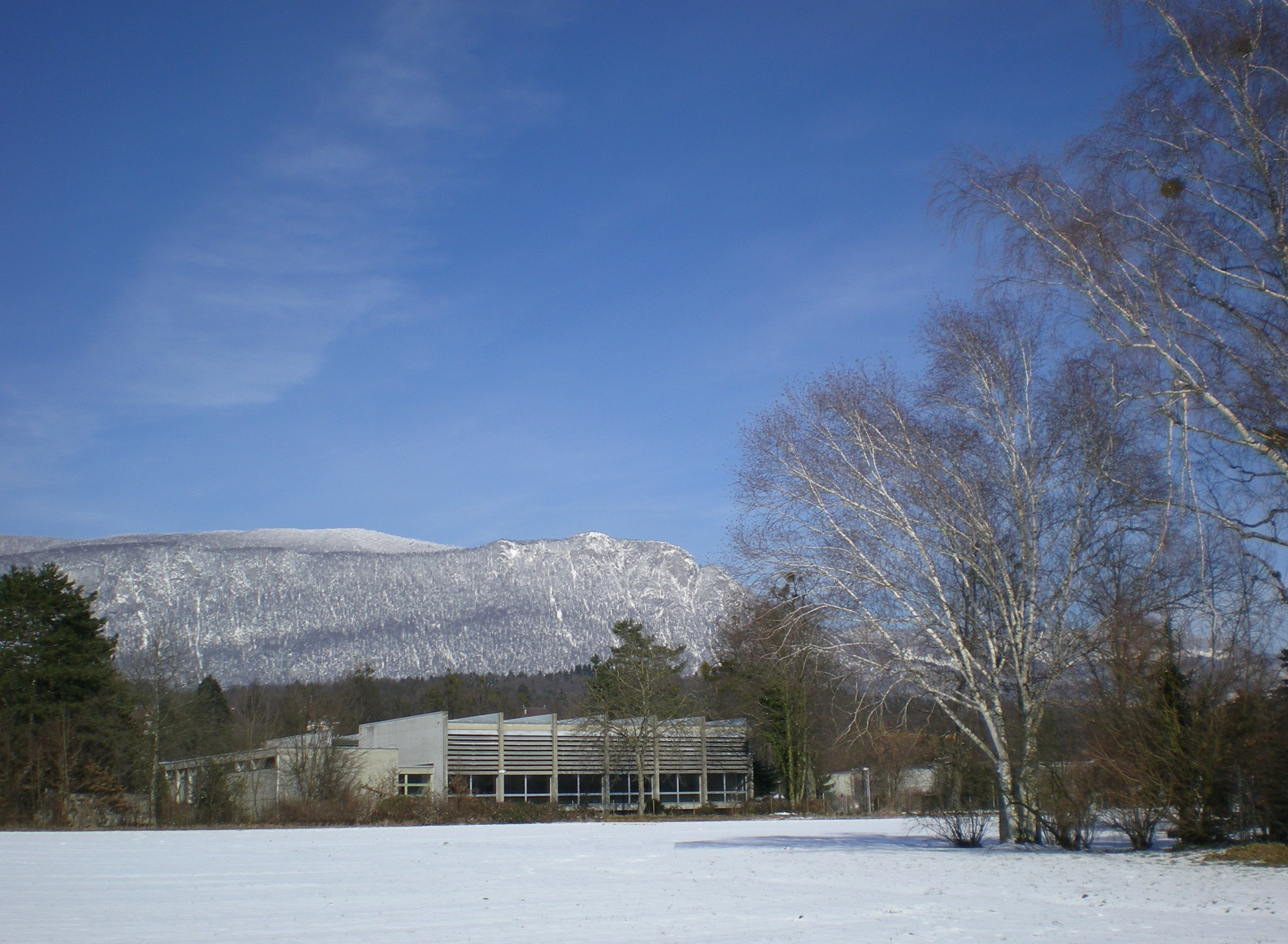
Kantonální škola

V Solothurnu roku 2000 cca 8539 (53,2 %) obyvatelstva dokončilo buďto vyšší odbornou školu, nebo mělo vyšší vzdělání (univerzita nebo Fachhochschule).
Z těch, kteří dokončili terciární vzdělání (2815 studentů) bylo 58,0 % mužů švýcarské národnosti a 28,0 % žen švýcarské národnosti. 8,1 % mužů a 5,9 % žen bylo jiné národnosti.
2517 studentů v Solothurnu pocházelo z jiného města, nebo obce a naopak 188 obyvatel Solothurnu dojíždělo za vzděláním mimo město.
Solothurn má 2 knihovny (Zentralbibliothek Solothurn) a (Fachhochschule Nordwestschweiz).
V roce 2008 bylo v knihovnách uchováno dohromady 1 195 394 knih, nebo jiných médií.

## Hospodářství

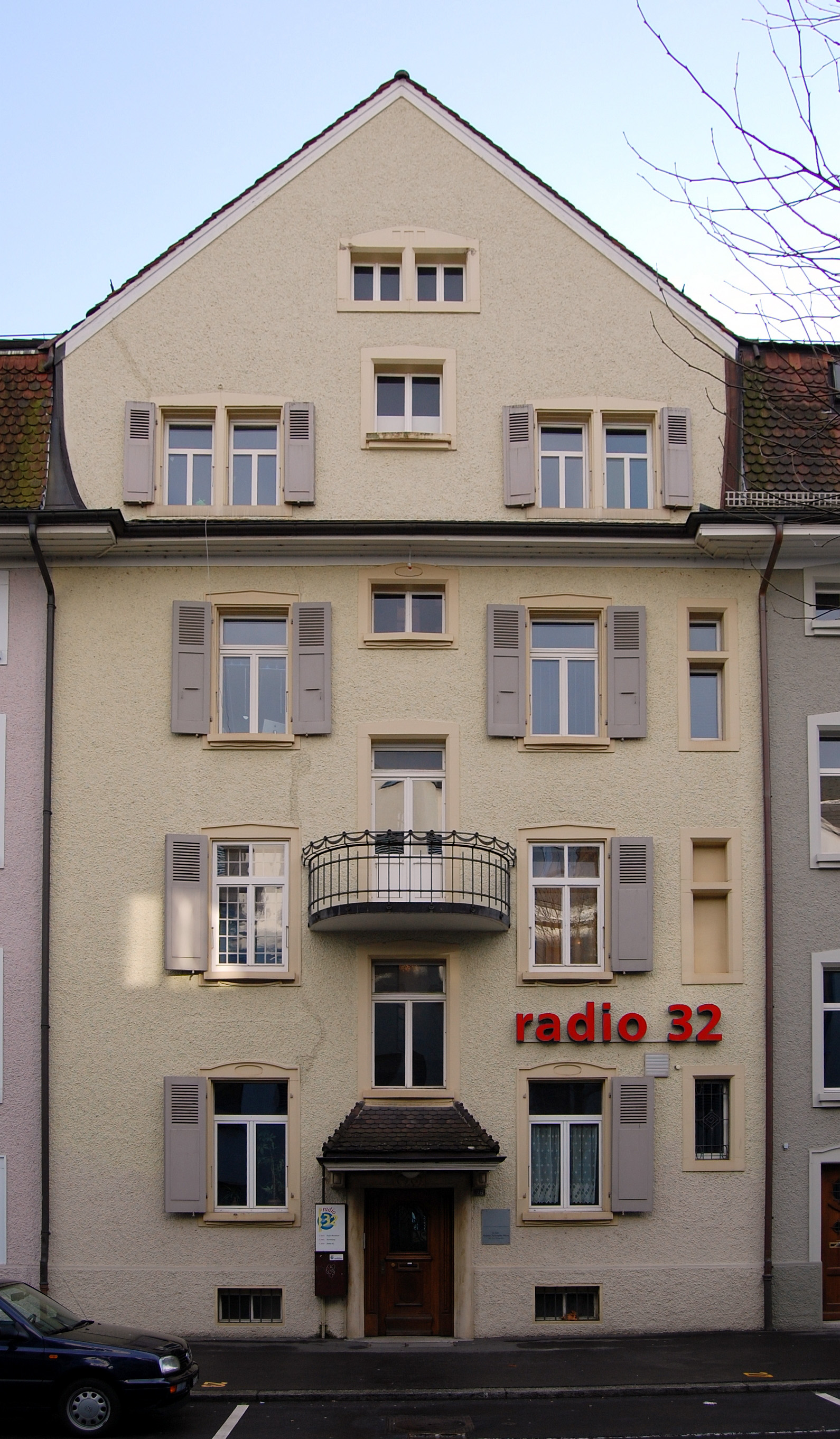
Budova Rádia 32

Podíl nezaměstnanosti činil v roce 2010 4,6 %. V roce 2008 pak bylo na plný úvazek zaměstnáno 13 378 obyvatel. V primárním sektoru působilo 16 lidí, z nichž 7 bylo v zemědělství a 9 v lesnictví, nebo dřevozpracujícím průmyslu. V sekundárním sektoru působilo 2430 lidí, z nichž 1398 pracovalo ve výrobě a 813 zaměstnávaly konstrukční práce. V terciárním sektoru působilo 10 932. 1537 pracovalo ve velkoobchodě, maloobchodě, nebo v opravně motorových vozidel. 454 byli skladníci. 610 pracovalo v hotelu, nebo restauraci. 583 byli zpravodajové. 975 bylo ve finančnictví. 1095 byli technici, nebo vědci. 614 bylo učitelů a 2612 bylo ve zdravotnictví.

## Doprava

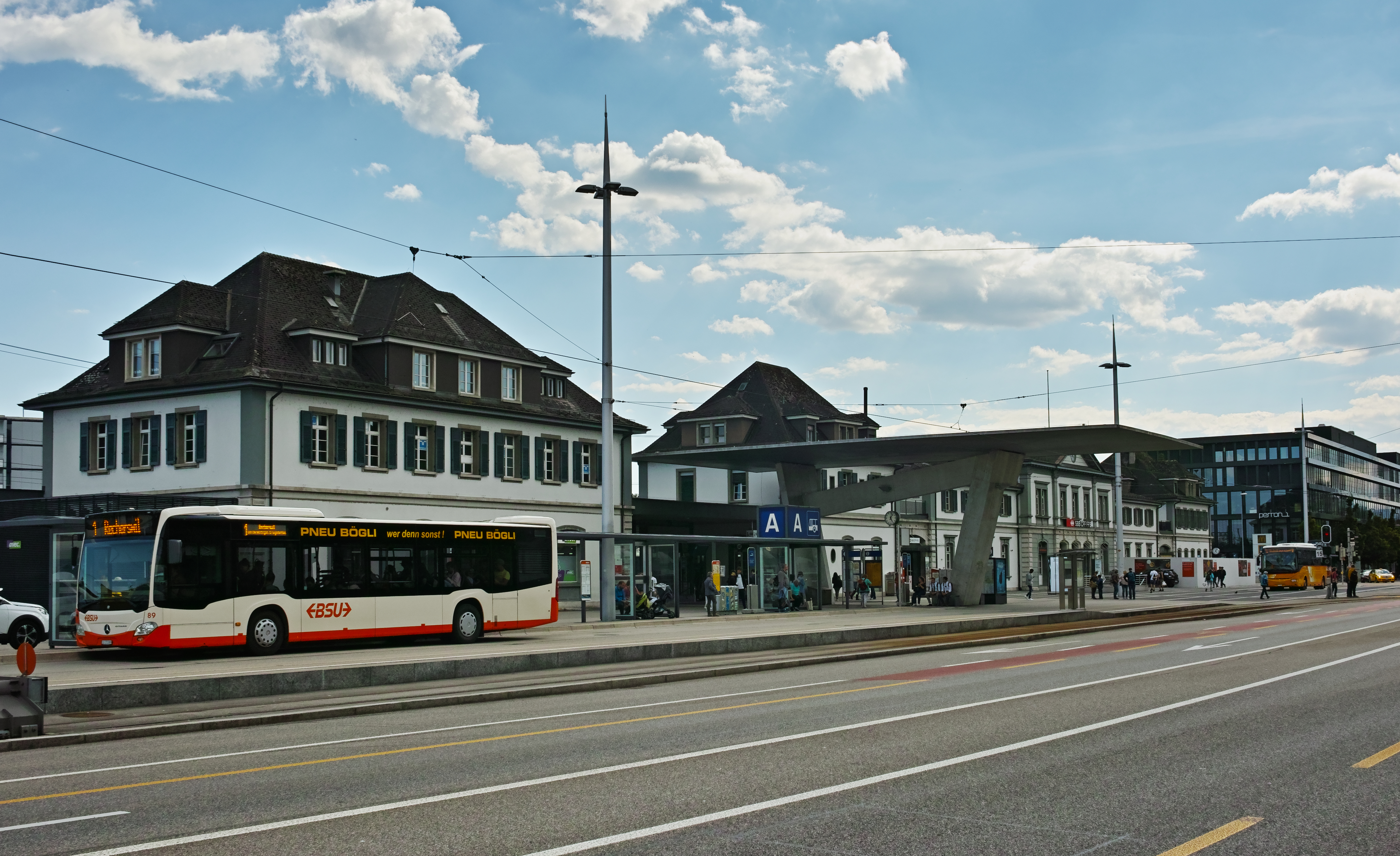
Železniční stanice Solothurn

Vlakové spojení zajišťuje hlavní nádraží Solothurn, nádraží Westbahnhof a od prosince 2013 také nádraží Allmend, která jsou však využívána pouze pro regionální dopravu. Švýcarské spolkové dráhy (SBB) nabízejí spojení do Lausanne/Ženevy a St. Gallenu/Curychu a také do Bernského Jury přes Moutier do Sonceboz-Sombeval. Společnost BLS AG zajišťuje také spojení do údolí Emmental do Burgdorfu a Thunu, zatímco společnost Regionalverkehr Bern-Solothurn (RBS) provozuje trať s metrovým rozchodem do Bernu. Společnost Aare Seeland mobil (ASm) zajišťuje další vlakové spojení na metrové trati mezi Solothurnem a Niederbipp-Langenthalem. Provozuje také dvě další zastávky ve městě. Společnost Bielersee-Schifffahrts-Gesellschaft provozuje lodní dopravu ze Solothurnu přes Aaru do Nidau a Bielu.
Do okolí se lze dostat autobusovou dopravou společnosti Busbetrieb Solothurn und Umgebung (BSU). K prvnímu jurskému masivu se lze dostat autobusovou linkou Solothurn–Balmberg společnosti Postauto. Po uzavření sedačkové lanovky Oberdorf–Weissenstein obsluhoval Kurhaus na hoře Weissenstein zpočátku ve středu, sobotu a neděli Postbus, od prosince 2014 pak gondolová lanovka.
Po dokončení úseku dálnice A5 mezi Solothurnem a Bielem existují tři sjezdy (dva plnohodnotné a jeden částečný) do města Solothurn.

## Sport
Město Solothurn nabízí širokou škálu výletů a sportovních aktivit. Lze například prozkoumat planetární stezku na místní hoře Weissenstein nebo se projet po řece Aaře na lodi provozované společností Bielerseeschiffahrtsgesellschaft. V Solothurnu se každoročně koná několik významných sportovních akcí, například plavecké závody na Aaře a závody ve swisswalkingu. V Solothurnu sídlí také fotbalový klub FC Solothurn a ragbyový klub (Rugby Club Solothurn), který hraje národní ligu C Švýcarského ragbyového svazu.

## Číslo 11

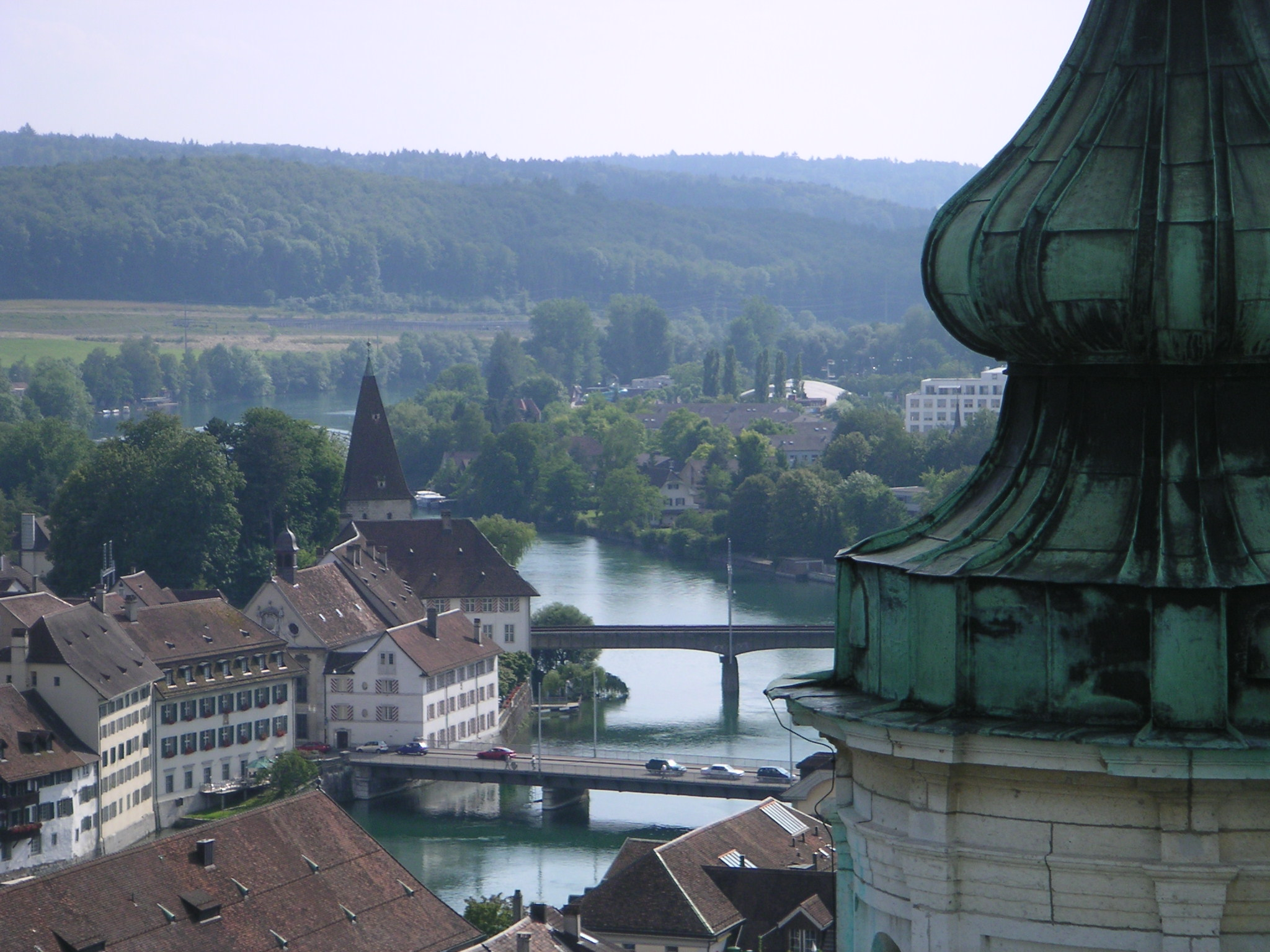
Pohled na řeku Aaru z katedrály

Solothurn má zvláštní vztah k číslu jedenáct, jehož původ pravděpodobně sahá až do středověku. Důvod této záliby je však nejasný. Obyvatelé města byli organizováni do jedenácti cechů a dokonce i první rada, kterou mohli obyvatelé Solothurnu jmenovat, měla jedenáct členů. Jak se objevovalo stále více těchto jedenáctičlenných vztahů, začali obyvatelé Solothurnu tento počet vědomě pěstovat.
Dominanta města, katedrála svatého Ursa, má jedenáct oltářů a jedenáct zvonů. K němu vede schodiště s jedenácti stupni na každém úseku. A jedenáctá, černě natřená čtvercová podlahová deska v lodi, počítáno od hlavního vchodu, je jediným místem v kostele, odkud je vidět všech jedenáct oltářů nebo jejich částí najednou. Barokní městské opevnění mělo před svým částečným zbořením jedenáct bašt. Město má také „solothurnské hodiny“, které mají pouze jedenáct hodin. Foucaultovo kyvadlo zavěšené v Muzeu přírody, které znázorňuje otáčení Země, se vůči zemi otáčí také o jedenáct stupňů za hodinu.
Místní pivovar se jmenuje Öufi Bier, což znamená v místním dialektu švýcarské němčiny „jedenáct“, a vyrábí stejnojmenné pivo. Číslo 11 nese také „Solothurnský prapor“ švýcarské armády (pěší prapor 11), který vznikl v roce 2004 z pěšího pluku číslo 11, jenž byl rovněž přiřazen ke kantonu Solothurn.
Ověřitelných 11 vztahů je doprovázeno mnoha mýty:
- Solothurn není jedenáctým kantonem Staré švýcarské konfederace, ale desátým.[11]
- Ve městě bylo a je daleko více než jedenáct kašen a jedenáct kostelů a kaplí.
- Středověké městské opevnění mělo kdysi podstatně více než jedenáct věží, ale městských bran nebylo nikdy více než sedm.[12]

## Pamětihodnosti

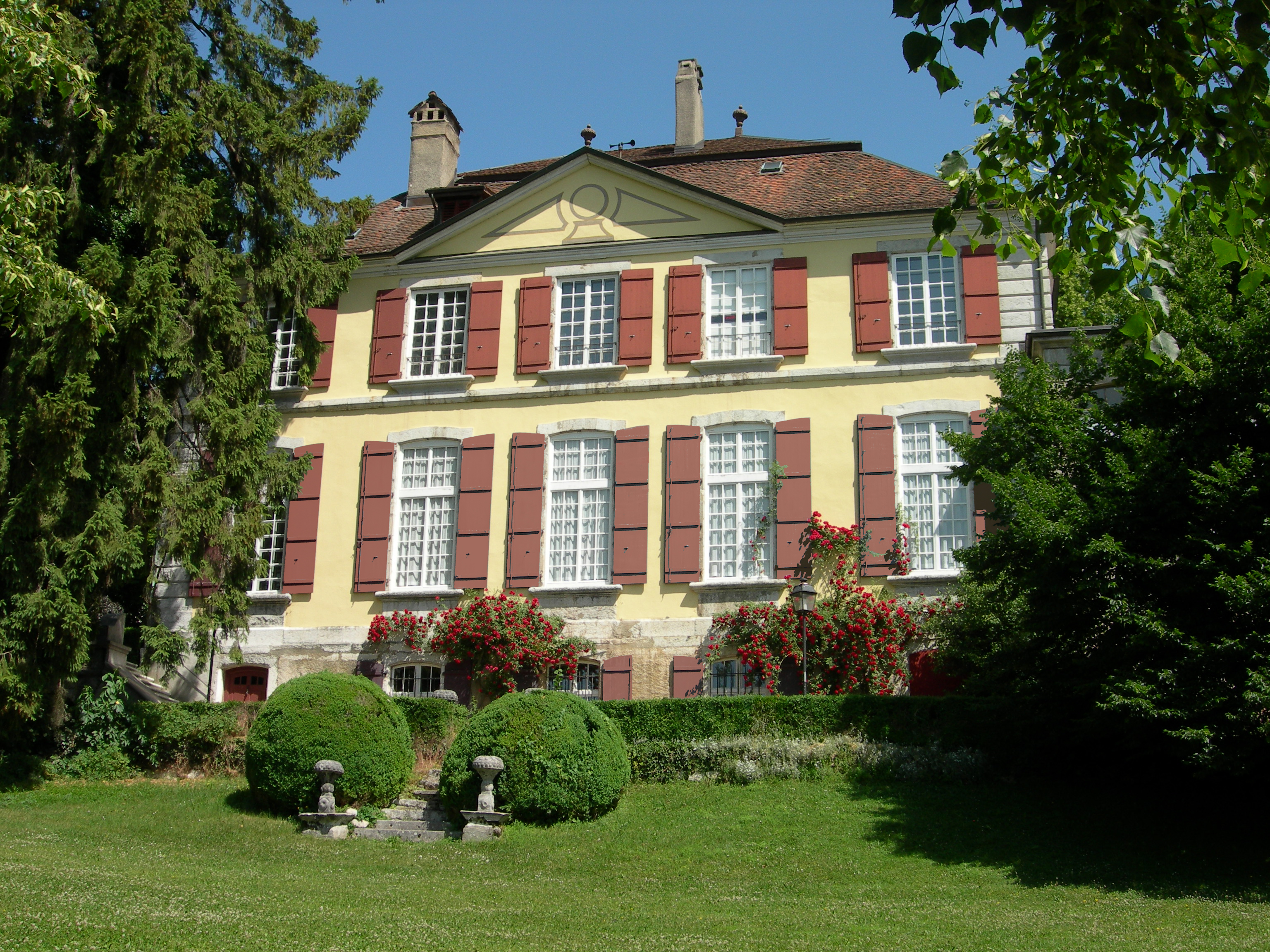
Historické solothurnské muzeum

Staré město bylo vybudováno v letech 1530 až 1792 ve stylu architektonické kombinace italské velkoleposti, francouzského stylu a švýcarských nápadů.
V roce 1980 byl Solothurn oceněn Wakkerovou cenou za rozvoj a uchování architektonického dědictví.
V Solothurnu se nachází 18 budov, které jsou považovány za švýcarské národní dědictví.
Mezi ně patří náboženské budovy:
- Klášter Solothurn
- Jezuitský kostel s Kolegiem
- Kostel švýcarské reformované církve na Westringstrasse
- Katedrála sv. Ursa (Stavbu započal Gaetano Matteo Pisoni, dokončil ji Paolo Antonio Pisoni.[13] Štukový ineriér má na svědomí Francesco Pozzi a plátna Domenico Corvi.

městské budovy:
- Kantonální muzeum (stará zbrojnice)
- Rathaus (budova městské rady)
- Státní archiv na Bielstrasse 41
- Centrální knihovna na Bielstrasse 39
- Výtvarné muzeum Solothurn
- Přírodovědecké muzeum Solothurn

domy:
- Haller-Haus na Baselstrasse 61 (bývalý biskupský palác)
- Letní dům Vigier na Untere Steingrubenstrasse 21

veřejné objekty:
- Mauriciova fontána
- Městské hodiny

hrady a zámky:
- Zámek Blumenstein
- Hrad Steinbrugg

Mezi památky národního dědictví se řadí také staré město Salodurum a raně moderní město s městskými zdmi.

## Kultura
Solothurnská literární cena se uděluje za vynikající literární počiny německy píšících autorů. Je dotována částkou 15 000 švýcarských franků (od roku 2021) a uděluje se každoročně „za vynikající literární počiny v kompletním díle německojazyčného autora“. Do roku 2021 věnovala finanční prostředky na cenu soukromá skupina sponzorů v rámci Solothurnského literárního sdružení; plánuje se, že cena bude převedena z dosavadního sponzorského sdružení do kompetence Solothurnského literárního festivalu.

## Kulinářské speciality
Kulinářskou specialitou města je Solothurner Torte. Tento kruhový dort se skládá z piškotu, máslového krému, oříškových sněhových pusinek a jemně pražených lískových ořechů. Cukrárna Suter, ve které má dort svůj původ, vyrábí tuto tradiční specialitu od roku 1915. Původně byl používán název „Solothurner Kuchen“. Pod tímto názvem je k dostání v řadě jiných cukrářství a pekařství v kantonu Solothurn a také v supermarketu Coop.

## Osobnosti
- Ursus ze Solothurnu († cca 303), městský světec
- Diebold Schilling starší (1445–1486), historik
- Urs Graf der Ältere (1485/90–1529)
- Johannes Aal (1500–1551), duchovní a teolog, hudební skladatel a dramatik
- Gregorius Sickinger (1558–1631), umělec
- Georg Gotthart († 1619), básník (Verfasser von drei Theaterstücken)
- Jan Rudolf Bys (1660–1738), malíř
- Georg Gsell (1673–1740), malíř
- Tadeusz Kościuszko (1746–1817), polský a americký hrdina; žil v Solothurnu v exilu
- Robert Glutz von Blotzheim (1786–1818), spisovatel
- Konrad Josef Glutz von Blotzheim (1789–1857), kněz
- Charles Sealsfield (1793–1864), spisovatel
- Franz Krutter (1807–1873), spisovatel, politik
- Otto Frölicher (1840–1890), malíř
- Conradin Zschokke (1842–1918), inženýr
- Cuno Amiet (1868–1961), malíř
- Richard Flury (1896–1967), skladatel
- Max Kohler (1919–1999), malíř
- Herbert Meier (* 1928), spisovatel
- Martin Oeggerli (* 1974), umělec
- Otto F. Walter (1928–1994), spisovatel
- Urs Jaeggi (* 1931), sociolog, malíř, umělec
- Schang Hutter (* 1934), sochař
- Peter Bichsel (* 1935), spisovatel
- Walter Bloch (* 1943), filozof a spisovatel
- Walter Schenker (* 1943), malíř
- Anton Mosimann (* 1947), slavný kuchař
- Chris von Rohr (* 1951), rockový hudebník
- Alexandr Popov (* 1971), ruský plavec, od roku 2003 tu žije s rodinou

## Partnerská města
- Heilbronn, Německo, od roku 1981
- Krakov, Polsko, od roku 1990
- Le Landeron, Švýcarsko, od roku 2003